# Marisol Garrido Valero
Marisol Garrido Valero (Madrid, 15 de juliol de 1956) és una enginyera i doctora agrònoma i formadora i assessora en agricultura biodinàmica.
Es va doctorar en Enginyeria Agrònoma a la Escuela de Ingenieros Agrónomos de Madrid. Va ampliar la seva formació a l'ETSIA de Madrid, a l'Institut d' Investigació SHR-Polanowice a Polònia, a la Universitat de Hohenheim, Stuttgart a Alemanya i a Stavanger a Noruega.
Va ser professora i investigadora de la Universidad Europea de Madrid com a Directora del Departament de Medi Ambient on va desenvolupar diferents projectes de la Unió Europea i d'altres organismes de cooperació internacional a Llatinoamèrica i Filipines.
Va fundar el Instituto de Estudios para la Vida Rural Sostenible i va ser cofundadora de la Sociedad Española de Agricultura Ecológica. Destaca per l'organització i dinamització de la certificació Demèter a Espanya en agricultura biodinàmica i va ser directora de Demèter Espanya.
S'ha preocupat sempre per l'alimentació de qualitat i suficient per a tota la humanitat, per la salut del planeta i dels éssers humans. Per això ha orientat sempre els seus estudis en el desenvolupament de l'agricultura respectuosa amb la terra i en la producció d'aliments sans.
Actualment es dedica a la formació de pagesos i tècnics en l'àmbit de l'agricultura biodinàmica i ecològica. També fa assessorament per a la recuperació i millora dels sòls degradats
És autora i coautora de nombrosos articles, monografies i llibres d'investigació i divulgació en agricultura i medi ambient.